# Dolichotachina tenuis
Dolichotachina tenuis är en tvåvingeart som beskrevs av Zumpt 1976. Dolichotachina tenuis ingår i släktet Dolichotachina och familjen köttflugor. Inga underarter finns listade i Catalogue of Life.